# Rugby Club Los Matreros
El Rugby Club Los Matreros es un club de la ciudad de Morón, Provincia de Buenos Aires, cuya actividad principal está vinculada al rugby. Fue fundado en 1928 y es integrante de la Unión de Rugby de Buenos Aires.

## Historia
En 1929 comenzó a participar en campeonatos oficiales de rugby en la Tercera División junto a otros 22 equipos. En 1952 logró el ascenso a Primera División, jugando en la máxima categoría durante 1953 y 1954 (obtuvieron el cuarto puesto en la clasificación final). Pero en 1955, en época de recambio de jugadores, el club descendió a la Segunda División. 
En 1959 se logró el campeonato de la categoría y el ascenso a Primera División por segunda vez en la historia del club. Sin embargo, los años siguientes fueron dificultosos en lo deportivo, descendiendo en 1961 a Segunda División y en 1964 descendiendo a Tercera División.
Entre 1996 y 1997 participó de la máxima categoría del Torneo de la URBA. En 2010 se posicionaron 10°, en 2011 clasificaron 14° y por dos veces 15° entre 2012/2013 en la zona de Reubicación del grupo 1. En 2014 lograron ascender nuevamente al obtener el 3° puesto en la zona Reubicación II. En 2015 obtuvieron el 5° puesto en el grupo B de la zona de Reubicación y en 2016 descendieron al clasificar 9° en el grupo A de la zona de Reubicación. En 2017 terminaron 6° en lo que actualmente se denomina Primera B. En 2018 luego de finalizar en la tercera posición, accedió al repechaje para ascender a Primera A con Banco Nación, que terminó antepenúltimo en dicha categoría; en el mismo se impuso el equipo bancario por 34 a 19 manteniendo la categoría y relegando a Matreros a permanecer en primera B.

## El club
Actualmente es presidido por Santiago Ugartemendia. Posee una cancha de entrenamiento en la sede, y una cancha principal en la calle Coronel Arena entre Arturo Capdevila y Estanislao López, Castelar. 
El clásico del oeste es su rival de la localidad de Moreno, Club y Biblioteca Mariano Moreno.  Su clásico rival en Morón es Sitas Rugby Club, y con estos disputan en cada edición la Copa Morón, que es entregada por el intendente local al ganador. Otros clásicos de Matreros son el club Hurling y Curupaytí.
Colores: Camiseta a cuarteles rojos y blancos. Pantalón blanco. Medias a franjas horizontales rojas y blancas.
Vestimenta Alternativa: Camiseta azul. Pantalón blanco. Medias a franjas horizontales rojas y blancas.

### Jugadores famosos
- Juan Pablo Zeiss (Los Pumas, Jaguares)
- Carlos Bottarini (Los Pumas)
- Guillermo Ugartemendía (Los Pumas)
- Juan Gómez (Los Pumas)
- Agustín Costa Repetto (Los Pumas)
- Juan Pablo Socino (Los Pumas, Jaguares, Newcastle Falcons)
- Santiago Socino (Los Pumas, Jaguares)
- Ramiro José Del Busto (Los Pumas Seven)
- Matteo Graziano (Los Pumas Seven)
- Santiago Roberto Neboli (Pre-D)
- Francisco Javier Ugartemendia (E.S 2009)

### Actividades
Su actividad más destacada es la práctica del rugby, con categorías infantiles y juveniles, y una categoría de mayores que participa del campeonato de la URBA. Actualmente Los Matreros está disputando el torneo de primera división. 
También el club tiene un importante espacio para el hockey femenino, que se practica en la misma sede.